# Tubize
Tubize (Tubeke en neerlandès) és un municipi de la província belga del Brabant Való. L'1 de gener del 2024, Tubize, tenia una població total de 28.370 habitants. La superfície són 32.66 km² que dona una densitat de població de 868 habitants per km².
Des de 1977 Tubize ha fusionat amb els antics municipis de Clabecq, Oisquercq i Saintes.

## Agermanaments
- Miranda (Gers)
- Korntal-Münchingen
- Scandiano[2]